# Нова Плаја
Нова Плаја (грч. Νέα Πλάγια, Неа Плаја) је приморско насељено место у општини Нова Пропонтида у периферији Средишња Македонија, Грчка. Према попису из 2021. године било је 1.017 становника.
Насеље је некада било манастирски метох на коме је 1920. године живео 21 житељ. Године 1924. ту је подигнуто ново насеље где је насељено 158 грчких избегличких породица, којих је на попису из 1928. године било 561. Село се раније звало Метох Караман.